# Diên Lãm
Diên Lãm là một xã thuộc huyện Quỳ Châu, tỉnh Nghệ An, Việt Nam.